# Cimetière intercommunal des Joncherolles
Le Cimetière intercommunal des Joncherolles est un cimetière situé à cheval sur les communes de Villetaneuse et de Pierrefitte-sur-Seine ouvert en 1977. Son accès principal est rue Marcel-Sembat à Villetaneuse.
Il est ouvert le 4 avril 1977, ce cimetière de 17 hectares est géré par le syndicat intercommunal regroupant Épinay-sur-Seine, Pierrefitte-sur-Seine, Saint-Denis, Saint-Ouen et Villetaneuse.

## Histoire

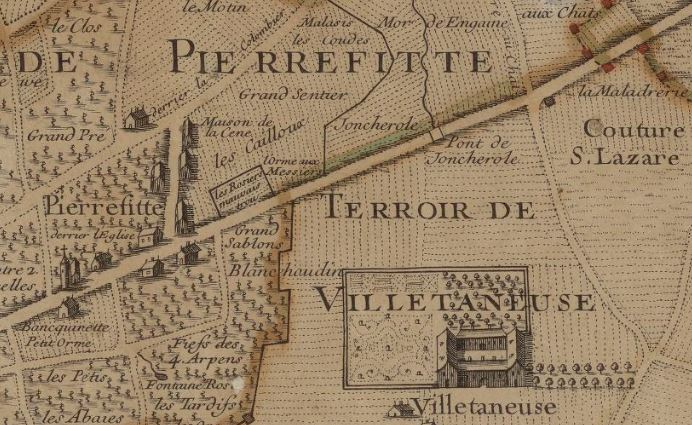
Lieu-dit Joncherolle en 1707.

Son nom vient d'un lieu-dit des environs, Joncherole, visible sur le plan de Charles Inselin en 1707.
Dès 1952, Pierrefitte, Villetaneuse, Saint-Denis et Saint-Ouen envisagent de créer un cimetière intercommunal pour anticiper la saturation de leurs équipements communaux. Le Syndicat intercommunal des Joncherolles est constitué en 1958 et regroupe les quatre communes, qui seront rejointes par Épinay-sur-Seine en 1972. Le syndicat confie le dessin d'un cimetière capable de recevoir 30 000 tombes à l’architecte Robert Auzelle, qui avait déjà conçu le cimetière de Clamart, associé au début à l’architecte Raymond Gervaise qui sera remplacé par Pierre Lery. Le terrain retenu est d’une surface d’environ 36 hectares qui nécessite d’importants travaux de drainage de surface et de remblais.
Le projet connait plusieurs évolutions entre 1958 et 1969. Il est relancé après que le périmètre du terrain ait été modifié et réduit à 25 hectares. Le permis de construire pour la première tranche, aménagement de 16 ha (8 000 sépultures, 1 400 enfeus et 2 400 ossuaires individualisés) et construction de tous les bâtiments, est obtenu en 1972. Les travaux commencent dans la foulée et le cimetière est inauguré le 4 avril 1977. Auzelle avait dessiné des meubles spécifiques pour le bâtiment d’accueil, la salle omniculte et le crématorium, qui est le second à être construit dans la région parisienne, après celui du Père-Lachaise

## Description

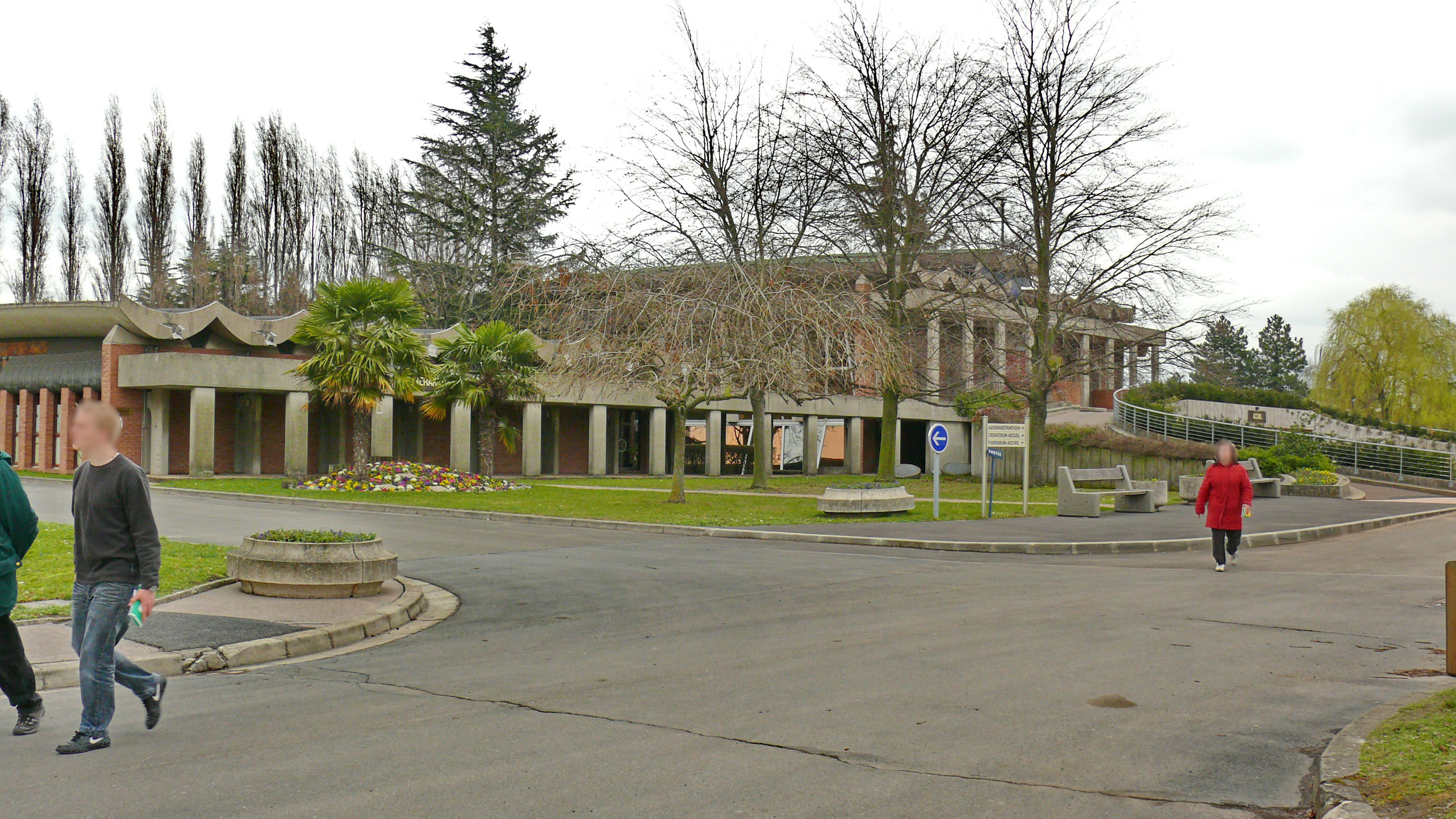
Le bâtiment principal incluant le crématorium.

Les bâtis de brique et de ciment, de toits creusés façon pagodes, sont l’œuvre de l’architecte Robert Auzelle (1913-1983), l’un des inspirateurs du quartier de la Défense,. Leur style peu usuel fait que le cimetière est dans un premier temps peu prisé avant de trouver un rythme régulier pour les inhumations.
À l’entrée du cimetière, très arboré, on peut voir trois gigantesques personnages en béton, les Trois Parques du sculpteur Maurice Calka, qui symbolisent la vie, la destinée et la mort. Le bâtiment principal abrite l’œuvre en métal argenté les Portes de l’Au-delà du sculpteur Pierre Sabatier, qui marque la transition entre la salle de cérémonie et le crématorium. Au columbarium, trône dans une cavité, le Dodécaèdre, sculpture géométrique qui matérialise la réunion de tous les morts.
En 1978, le cimetière se dote d’un crématorium, alors le second de la région Île-de-France puis d’un funérarium en 1981. Le cimetière sera ensuite agrandi en 1995 puis rénové en 2004 et 2008. On y trouve des marbreries. En ligne avec une tendance nationale, les inhumations sont de manière grandissante laïques. Sur ses 9 000 tombes non musulmanes et non juives, 7 500 ne présentent aucun signe religieux. Ainsi, sur 1 200 corps entrés annuellement, on recensait en 2013 environ 300 cérémonies religieuses.
Parmi les personnalités inhumées aux Joncherolles, on compte le fondateur du rallye Paris-Dakar Thierry Sabine. Le cimetière compte en 2018 13 000 emplacements et 19 500 corps.
Un premier carré musulman est créé en 2001. Un carré orthodoxe est inauguré le 8 septembre 2016 en présence de l'archiprêtre de la paroisse orthodoxe Sainte-Parascève, Zeljko Simonovic.

## Accès
Le cimetière des Joncherolles est desservi :
- Par la ligne 5 du tramway d'Île-de-France, sur l'avenue Lénine, à l'Est, station Joncherolles, une nouvelle entrée ayant été ouverte au moment de la mise en service de cette ligne[7].
- Par la ligne 8 du tramway d'Île-de-France à l'Ouest, station Jean Vilar.